# ستيف دوسن (ممثلة)
ستيف دوسن (بالإنجليزية: Stef Dawson)‏ هي ممثلة أسترالية، ولدت في القرن العشرين في كانبرا في أستراليا.

## أعمال

### أفلام
- (2014)  الطائر المقلد - الجزء الأول[4][5]

## وصلات خارجية
- ستيف دوسن على موقع IMDb (الإنجليزية)
- ستيف دوسن على موقع ألو سيني (الفرنسية)
- ستيف دوسن على موقع قاعدة بيانات الفيلم (الإنجليزية)
- ستيف دوسن على موقع كينوبويسك (الروسية)